# Abram (biskup koptyjski)
Abram (ur. 11 lutego 1950 w Kinie) – duchowny Koptyjskiego Kościoła Ortodoksyjnego, od 1985 biskup Fajum.

## Życiorys
23 marca 1977 złożył śluby zakonne w Monasterze św. Paisjusza. Święcenia kapłańskie 29 lutego 1978. Sakrę biskupią otrzymał 2 czerwca 1985.